# Nowa Wieś (Kaźmierz)
Nowa Wieś – część wsi Kaźmierz w Polsce, położona w województwie wielkopolskim, w powiecie szamotulskim, w gminie Kaźmierz.
Wieś szlachecka położona była w 1580 roku w powiecie poznańskim województwa poznańskiego. W latach 1975–1998 miejscowość należała administracyjnie do województwa poznańskiego.
W południowej części Nowej Wsi znajduje się zabytkowy zespół pałacowy, na który składa się pałac i park z II poł. XIX wieku w stylu neogotyckim.
W 1931 we wsi urodził się Włodzimierz Dusiewicz – polski reżyser i scenarzysta filmów dokumentalnych, powstaniec warszawski, prezes Federacji Rodzin Katyńskich (1993–2006).